# Mesosa hirsuta konishii
Mesosa hirsuta konishii es una subespecie de escarabajo longicornio del género Mesosa, categorizada en la tribu Mesosini, de la subfamilia Lamiinae. Fue descrita por Hayashi en 1965.

## Descripción
Mide 10-17 mm de longitud.

## Distribución
Se distribuye por Japón.